# Портрет пана В. Г.
«Портрет пана В. Г.» (англ. The Portrait of Mr. W. H.) — оповідання  ірландського письменника Оскара Вайлда. Вперше опубліковане на сторінках журналу «Blackwood's Magazine» у липні 1889 року. Пізніше оповідання увійшло до збірки «Злочин лорда Артура Севайла та інші історії» (1891).
Оповідання є спробою розкрити справжню особу пана В. Г., якому Шекспір присвятив свої сонети. Твір основано на гіпотезі Томаса Тірітта, який стверджував, що сонети присвячені юному актору Віллі Г'юзу, який виконував жіночі ролі в шекспірівській трупі. Єдині докази цієї гіпотези можна знайти в тексті окремих сонетів, зокрема сонети 135 і 143 повідомляють ім'я, а сонет 20 — прізвище пана В. Г.

## Сюжет
Ерскін втаємничує оповідача про молодого актора Віллі Г'юза, якому Шекспір присвятив свої сонети. Сам Ерскін довідався про цю гіпотезу від Сиріла Грема, який дійшов такого висновку, дослідивши текст сонетів. Однак Ерскіну бракувало доказів, аби погодитися з істинністю гіпотези про існування Віллі Г'юза, тому Грем взявся за пошуки доводів, але зазнав невдачі; натомість він вдався до фальсифікації та виготовив підробку портрета пана В. Г., який тримав у руках присвячену йому книгу сонетів. Довідавшись про підробку, Ерскін знову втратив віру у правдивість цієї гіпотези та висловив сумніви щодо існування Віллі Г'юза. Щоб довести свою віру в істинність цієї гіпотези, Грем вирішив принести своє життя у жертву таємниці сонетів.
Ерскін переповів цю історію оповідачеві, який так захопився розповіддю, що вирішив продовжити займатися гіпотезою Сиріла Грема і довести істинність теорії юнака, який вчинив самогубство заради своїх переконань. Протягом двох місяців оповідач займався власним дослідженням гіпотези, але коли врешті виклав у листі до Ерскіна докази про існування Віллі Г'юза, раптом втратив будь-яку віру в істинність гіпотези. Оповідач доходить до такого висновку: «Можливо, спроба переконати когось у будь-чому передбачає втрату власних переконань».
Ерскін, однак, відновив свою віру в гіпотезу. Аби віддати належне пам'яті Сиріла Грема він також вирішив присвятити своє життя пошукам, які привели його до Німеччини. Згодом оповідач отримав листа, у якому Ерскін повідомив, що будь-які спроби довести гіпотезу закінчились невдачею але, щоб довести свою віру в Віллі Г'юза, він готовий закінчити життя самогубством, як це зробив Сиріл Грем.
Оповідач припустив, що Ерскін наклав на себе руки, але зрештою дізнався від лікаря, що його друг насправді помер від туберкульозу. Ерскін, однак, залишив йому портрет пана В. Г. Закінчується ж оповідання такими словами: «Цей витвір мистецтва висить тепер у моїй бібліотеці, де ним захоплюються мої приятелі, великі шанувальники мистецтв; один з них навіть вигравіював його для мене. Вони вирішили, що це не Клуе, а Удрі. У мене ніколи не виникало бажання розказати їм про справжню історію портрета, але іноді, коли я дивлюсь на нього, то думаю, що загалом про гіпотезу Віллі Г'юза і про сонети Шекспіра можна було б розповісти чимало».

## Вплив
Невідомо, чи Вайлд насправді погоджувався з цією гіпотезою, але за словами його коханця — Лорда Альфреда Дугласа — письменник все-таки поділяв цей погляд. Семюель Батлер погодився з деякими аспектами гіпотези, вважаючи Віллі Г'юза цілком «правдоподібним припущенням».
Вайлдове оповідання мало вплив на Джона Мейсфілда та його книгу «Шекспір і духовне життя» (1924), яка містить припущення про те, що Вродливий юнак був невеликим тендітним актором, який виконував ролі пажа Метелика у п'єсі «Марні зусилля кохання» та духа повітря Аріель у п'єсі «Буря». Джон Мейсфілд також висловив думку, що Вродливий юнак слугував символом власне Шекспірівського генія.
У романі Джеймса Джойса «Улісс» персонаж містер Кращ називає Вайлдові міркування «найпримітнішими». Містер Кращ, однак, спочатку приписує авторство сонетів Віллі Г'юзу, але бібліотекар-квакер швидко виправляє його і вказує на те, що йому всього лише присвячені сонети. Андре Жід також погоджується, що гіпотеза стала «єдиною інтерпритацією, яка не лише правдоподібна, але й цілком ймовірна».
У романі Дж. С. Вірек «Перші дві тисячі років», головний персонаж, мандрівний жид, споглядає гру Віллі Г'юза, який «позитивно зачаровує у ролі Джульєти». Він також довідується, що Шекспір присвятив свої сонети актору-юнаку, який насправді виявився дівчиною, що видає себе за хлопця. Шекспір добре розумів це, а дівчина, зашарівшись, признала, що саме тому письменник у 20 сонеті звертався до неї: «Владарю-владарко жагучих мрій».

## Переклад українською
- «Злочин лорда Артура Севайла та інші оповідання» / Оскар Вайльд ; пер. з англ. Ілька Корунця та Оксани Вергелес. — К. : Знання, 2017. — 223 с. — (English Library).